# Annihilator
Annihilator é uma banda canadense de thrash metal formada em 1984 em Ottawa, Ontário, pelo multi-instrumentista, produtor e compositor Jeff Waters e o vocalista John Bates. Eles são o grupo de metal mais bem sucedido comercialmente da história do Canadá, vendendo cerca de 3 milhões de álbuns em sua carreira.

## História
O guitarrista canadense Jeff Waters foi um prodígio no instrumento. Com apenas 13 anos ele já dava aula e, aos 18, começou a escrever músicas e montou sua primeira banda, o Annihilator.
Com o cantor John Bates, Jeff compôs e gravou a primeira música do grupo, “Annihilator”, nunca lançada e precisou ainda tocar outros instrumentos como a bateria, porque não tinha ninguém para fazê-lo.
Após compor a primeira música do grupo, Jeff percebeu que era preciso formar uma banda de verdade, com baterista e baixista, então foram chamados Paul Malek e Dave Scott, respectivamente e gravaram a primeira demo, “Psyco Metal Kills”, que continha algumas versões para as músicas “Crystal Ann”, “Burns Like A Buzzasaw Blade”. Passado algum tempo, o baterista foi demitido e substituído por Richard ‘Death’ e, quatro semanas depois, todos os integrantes se separaram.
Em 1986, Jeff voltou ao estúdio para gravar uma a demo “Phantasmagoria” tocando novamente todos os instrumentos, mas, desta vez, com a ajuda do baterista Paul Malek. O guitarrista decidiu então se mudar de Ottawa para Vancouver, onde gravou parte do primeiro álbum “Alice In Hell” com Ray Hartmann (bateria) e Dennis Dubeau (vocal). Com a formação da nova banda, o grupo conseguiu um contrato com a Roadrunner Records.
Porém, antes de se acertarem, o grupo sofreu mais modificações. Dennis foi substituído por Randy Rampage e entraram ainda Dave Davis (guitarra) e Wayne Darley (baixo). Após a reestruturação da banda, o álbum “Alice in Hell” foi lançado em 1989 e rendeu duas boas turnês para o Annihilator – na Europa o grupo abriu o show do Onslaught e nos Estados Unidos para o Testament. No ano seguinte continuaram o trabalho com o álbum “Never, Neverland”, já com novo vocalista Coburn Pharr.

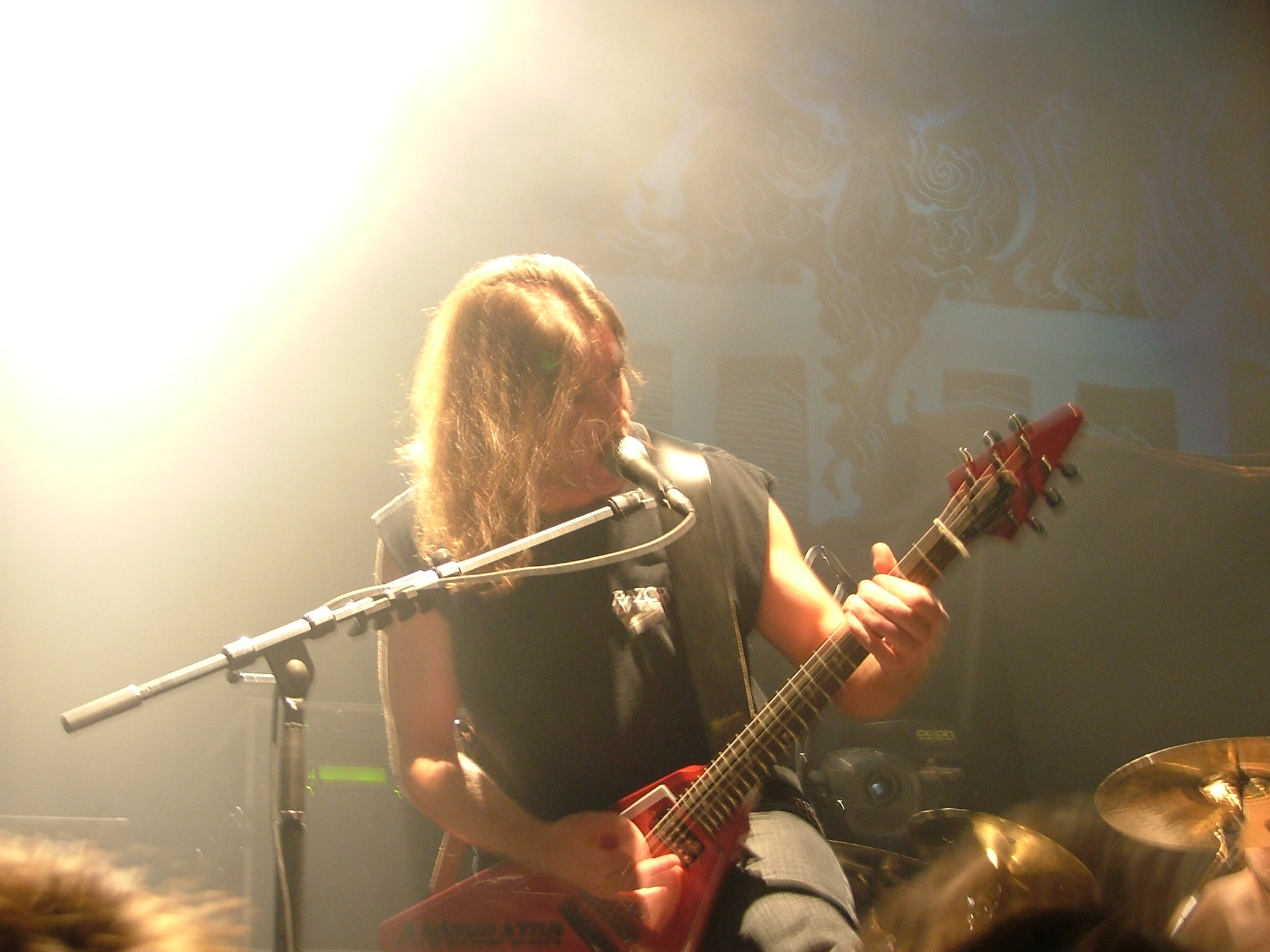
Jeff Waters em apresentação na cidade de Linz, Áustria.

Apesar das constantes mudanças na formação, os dois primeiros álbuns foram os responsáveis em colocar o Annihilator na cena metálica mundial. Em 1991, o guitarrista Dave saiu e deixou Jeff sozinho na guitarra para uma nova turnê nos Estados Unidos. O grupo gravou ainda algumas demos em que as músicas entraram na seleção do disco seguinte: Set the World on Fire, que saiu em 1993 com a participação dos novos bateristas Ray Hartmann e Mike Mangini, além da entrada de Aaron Randall no posto de vocalista.
Após a longa turnê pela Europa, Mike Mangini e Neil Goldberg saíram do grupo, o que trouxe de volta Dave Davis, além da entrada de Randy Black na bateria. Com os shows no Japão marcados, Wayne também saiu e fez com que Dave tocasse baixo nas apresentações.
O entra e sai não atrapalhou os planos do próximo disco, “King Of The Kill”, lançado em 1994 pela nova gravadora Music For Nations, e rendeu ainda uma surpresa aos fãs. Com a saída de Aaron Randall, Jeff assumiu pela primeira vez o vocal do grupo.
Em 1995, Jeff, Davis e Randy Black gravaram um novo álbum, “Refresh The Demon”, lançado no ano seguinte já sem Randy e com Dave Machander. Mesmo assim, o grupo ia bem. A Roadrunner lançou uma coletânea de músicas ao vivo das turnês do dois primeiros discos (Alice in Hell e Never, Neverland) chamado “In Command” e os integrantes não pararam de trabalhar. Dois anos depois, já havia novo álbum nas prateleiras, “Remains”, totalmente gravado por Waters, tendo flertes com música eletrônica, fruto da queda de vendas das bandas de Heavy Metal no fim da década de 1990. Após o lançamento, Jeff tirou uma folga de seis meses, já que estavam na estrada por oito anos sem parar.

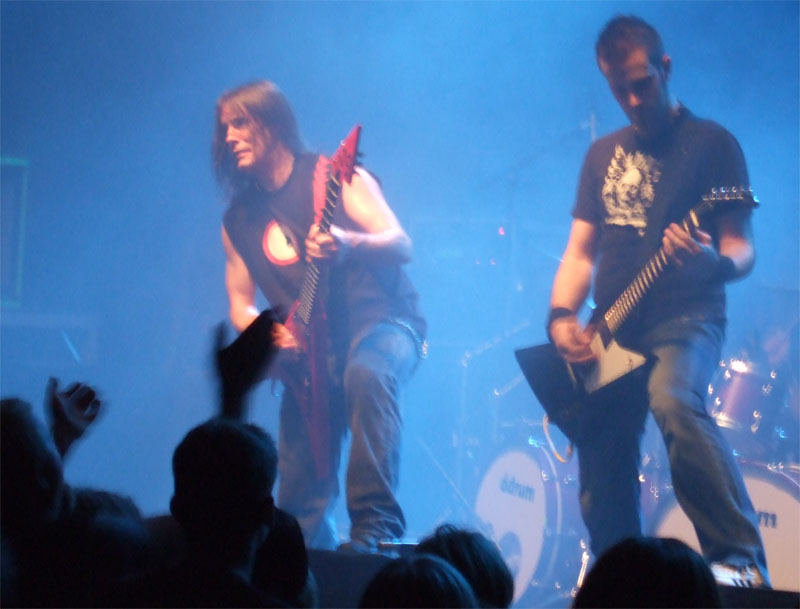
Jeff Waters e Dave Padden durante show em Olso, Noruega (2007).

Descansado, o grupo voltou, mas desta vez com a formação que gravou “Alice In Hell”. Em 1999, o Annihilator lançou pela antiga gravadora Roadrunner o álbum “Criteria for a Black Widow”, seguido por “Carnival Diablos” (2001) e “Waking The Fury” (2002) com o vocalista Joe Comeau (ex Liege Lord e Overkill). A turnê do último disco rendeu a gravação dupla ao vivo “Double Live Annihilation”, lançado no início de 2003.
Em 2004, All For You é lançado, com a presença de Dave Padden, novo vocalista e a participação de MIke Mangini na bateria. No ano seguinte é lançado Schizo Deluxe, talvez o disco mais pesado já lançado pelo Annihilator.
Em 2007, Metal é lançado trazendo um cast com várias participações em cada música. Jeff Loomis (Nevermore), Michael Amott (Arch Enemy), Alexi Laiho (Children Of Bodom) entre outros, estão entre esses músicos que participaram do disco.
No ano passado, a banda lança um DVD/CD (seu segundo, o primeiro foi Ten Years in Hell, lançado em 2006), Live at Masters of Rock, que foi gravado ao vivo em 11 de julho de 2008 na República Tcheca, com um set list que engloba quase todas as fases da banda.
Com a parceria de Padden, que além de vocalista, agora também guitarrista, o Annihilator lançou o auto-intitulado “Annihilator”, seu 13° álbum de estúdio, lançado em 17 de maio de 2010.
Em 2013 Jeff e a banda entraram em estúdio  e gravaram um novo álbum, Feast, lançado em agosto de 2013.
Após 10 anos de estrada, Dave Padden deixa o grupo  e Jeff Waters reassume os vocais da banda. Em setembro de 2015 saiu seu mais recente lançamento, Suicide Society. Este foi recebido com críticas mistas e ligeiramente positivas.
Em 2017 foi lançado o álbum ao vivo Triple Threath. No mesmo ano, o novo álbum, For The Demented foi lançado, tendo uma crítica mais positiva que seu antecessor, mas ainda assim não agradou os fãs completamente.
Em 14 de agosto de 2018 faleceu Randy Rampage, a lendária voz do Annihilator no álbum Alice in Hell.
Em 27 de novembro de 2019 a banda lança o videoclipe de "Psycho Ward", uma prévia do álbum Ballistic, Sadistic, 17º álbum de estúdio do grupo a ser lançado em janeiro de 2020.

## Integrantes

### Atual formação
- Jeff Waters - guitarra, baixo, vocal (1984-hoje)
- Rich Hinks – baixo (2015–hoje)
- Aaron Homma – guitarra rítmica (2015–hoje)
- Fabio Alessandrini - bateria (2016-hoje)

### Antigos membros
Vocalistas
- John Bates (1984–1985)
- Dennis Dubeau (1988–1989)
- Randy Rampage (1988–1989, 1998–2000, 2018)
- Coburn Pharr (1990–1992, 2015)
- Aaron Randall (1992–1994)
- Joe Comeau (2000–2003)
- Dave Padden (2003–2014)

Baixistas
- Dave Scott (1984–1985)
- Wayne Darley (1989–1993)
- Cam Dixon (1994–1995, 2015)
- Lou Bujdoso (1995–1997)
- Russell Bergquist (1999–2003, 2005–2007)
- Sandor de Bretan (2004)
- Brian Daemon (2007)
- Alberto "Al" Campuzano (2010–2014)
- Oscar Rangel (2014–2015)

Guitarristas
- K.C. Toews (1987–1988)
- Anthony Greenham (1988–1989)
- Dave Davis (1989–1991, 1993–2001)
- Neil Goldberg (1992–1993)
- Curran Murphy (2002–2005)
- Dave Padden (2005–2014)

Bateristas
- Paul Malek (1984–1985, 1986)
- Richard Death (1985)
- Ray Hartmann (1987–1992, 1999–2001)
- Randy Black (1994–1996, 2002–2003)
- Mike Mangini (1993, 2004–2005, 2007)
- Dave Machander (1996)
- Rob Falzano (2004)
- Tony Chappelle (2005)
- Alex Landenburg (2007)
- Carlos Cantatore (2010)
- Mike Harshaw (2012–2016)

Músicos temporários
- Dave Sheldon – baixo (2007–2008)
- Ryan Ahoff – bateria (2007–2008)
- Flo Mounier – bateria (2011)
- Stu Block – vocais (2021–presente)
- Dave Lombardo – bateria (2021–presente)

## Discografia
| - Alice in Hell (1989) - Never, Neverland (1990) - Set the World on Fire (1993) - King of the Kill (1994) - Refresh the Demon (1996) - Remains (1997) - Criteria for a Black Widow (1999) - Carnival Diablos (2001) - Waking the Fury (2002) - All for You (2004) - Schizo Deluxe (2005) - Metal (2007) - Annihilator (2010) - Feast (2013) - Suicide Society (2015) - For the Demented (2017) - Ballistic, Sadistic (2020) - Stonewall (1991) - The One (2004) | - Bag of Tricks (1994) - The Best of Annihilator (2004) - Welcome to Your Death (2014) - In Command (Live 1989-1990) (1996) - Double Live Annihilation (2003) - Live at Masters of Rock (2009) - Welcome To Your Death (1985) - Phantasmagoria (1986) - Alison Hell (1988) - Ten Years In Hell (2006) - Live at Masters of Rock (2009) |